# Mała Kępa (Mamry)
Mała Kępa (Wyspa Piramidalna) – wyspa w zachodniej części jeziora Mamry, położona na południe od wyspy Upałty.
Druga nazwa wyspy wiązała się z piramidą, którą wystawił na niej hrabia Ernest von Lehndorff dla upamiętnienia hrabiego Henckla von Donnersmarcka w 1793. Piramida miała wysokość ok. 13 m. Piramidę rozbiły duże fale na Mamrach powodowane przez wichry.